# 絲卡蒂

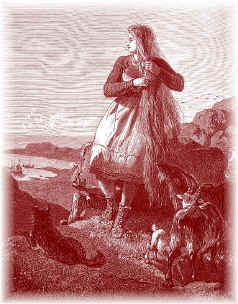
絲卡蒂。Lorenz Frølich 繪

絲卡蒂，Skadi、Skaði。是北歐神話中的一名女巨人，她的父親是夏基（Thiazi），第一任丈夫是尼奧爾德（Njord），所以她也是弗雷（Freyr）、弗蕾亞（Freya）的繼母。和尼奧爾德分手後據說再嫁給烏勒爾（Ullr）或奧丁（Odin）。她熱愛冬天和雪，喜歡山林和打獵，所以被視為冬天之神，又被稱為「雪靴女神」（Öndurgud，Snowshoe Goddess）。
基於曾和神族結婚的這個原因，絲卡蒂有時也被視為阿薩神族（Aesir）一員。在之後，當洛基（Loki）背叛諸神，陰謀殺死巴德爾（Balder）的事情被發現，諸神於是將洛基綁在巨石上，並在他頭上放置一條滴著毒液的毒蛇，這條毒蛇就是絲卡蒂放置的。

## 神話
巨人夏基
絲卡蒂的父親夏基（Thiazi）因為挾持青春女神伊登（Idun）而被諸神殺死，憤怒的絲卡蒂穿上全副武裝來到阿斯嘉特（Asgard）。諸神試圖與她和解：他們答應絲卡蒂提出的要求，讓她在諸神中挑一個為丈夫，並還要讓她大笑一場。但諸神也開出條件：只能看腳來選擇丈夫。絲卡蒂本來想要選最英俊的巴德爾（Balder）為夫，挑了一雙她覺得最完美的腳，認為這麼完美的腳應該就屬於巴德爾，但卻挑到了尼奧爾德。
至於大笑一場的部份，則由洛基（Loki）找了一頭老山羊和一條繩子，將繩子一頭綁在山羊身上，另一頭綁在自己的性器官上進行拔河比賽，這個可笑的畫面讓絲卡蒂笑了出來，終於同意和諸神和解。之後，奧丁還將夏基的雙眼放到天空作為星星作為和解的誠意。
尼奧爾德是出身華納神族（Vanir）的近海海神，住在諾歐通（Noatun）。絲卡蒂住位在約頓海姆（Jothuheim）的索列姆海姆（Thrymheim）地方，雖然兩人結了婚但彼此興趣差異頗大。最初雙方說定每九天（也有說是三天）輪流於兩地居住，但彼此都無法適應對方的環境，最後這場婚姻還是以分手作收。另外有說法認為後來絲卡蒂再嫁給烏勒爾這個也是愛雪、愛打獵的弓箭之神，另一個說法是再嫁給奧丁。
洛基的爭辯
在另一則故事《洛基的爭辯》中，洛基在耶吉爾的派對上因嘲諷阿薩眾神而與他們發生爭執，洛基利用自己的伶牙俐齒將在場的神族罵得無法回嘴時，絲卡蒂開口嘲諷洛基繼續逍遙的時間不多了，因為不久後眾神將用他兒子冰冷的內臟把他綁在石頭上，洛基則反過來挑釁絲卡蒂說，儘管那樣，自己還是殺死夏基的最大功臣，並且嘲諷絲卡蒂在床上的態度比較友善（暗示絲卡蒂曾經和自己發生關係），目前已不可考洛基說的那些話是否屬實。
1. ↑  Larrington (1999:93 and 276).